# Кілійська районна державна адміністрація
Кілійська районна державна адміністрація Одеської області України (Кілійська райдержадміністрація, Кілійська РДА) — колишній місцевий орган державної влади, який входив до системи органів виконавчої влади України, та здійснював  функції та повноваження виконавчої влади, визначені законодавством України, на території Кілійського району Одеської області, а також реалізував  повноваження, делеговані Одеською обласною та Кілійською районною радами.
Утворена 16 січня 1997 року на базі представництва Президента України (діяло у 1992–1994 рр.) і виконавчого комітету Кілійської районної ради народних депутатів (1994–1997 рр).
Організаційна структура відомства представлена 28 структурними підрозділами з правом функціональної автономії в певній сфері соціально-економічного життя району, а саме: 2 служби, 3 управління, 21 відділ та 2 сектора. Загальна чисельність штатних працівників станом на 1 січня 2014 року становить 88 осіб. Голова райдержадміністрації — Кашин Михайло Олександрович.
Органи Кілійської РДА розміщуються в районному центрі — місті Кілії, в комплексі адміністративних споруд, розташованих у середмісті. Головний корпус райдержадміністрації розташовано на вулиці Миру, поряд з будинком Кілійської міської ради та входить до числа будівель, що утворюють Кілійську міську площу.

## Історія

### Правові попередники
Кілійська районна державна адміністрація створена рішенням Кілійської районної ради від 16 січня 1997 року № 280/1257 „Про межі нових адміністративного районування та організаційні заходи по проведенню адміністративно-територіальної реформи“.
Правовими попередниками Кілійської районної державної адміністрації були: Виконавчий комітет Кілійської районної ради народних депутатів (до серпня 1997 року), Представництво Президента в Кілійському районі Одеської області (1992–1997 р.).

## Основні завдання
Кілійська РДА в межах, визначених Конституцією, законами України та іншими нормативно-правовими актами Вищих органів влади України, безпосередньо або опосередковано через спеціалізовані органи державної влади здійснює державний контроль на території Кілійського району за:
- збереженням і раціональним використанням державного майна;
- станом фінансової дисципліни, обліку та звітності, виконанням державних контрактів і зобов'язань перед бюджетом, належним і своєчасним відшкодуванням шкоди, заподіяної державі;
- використанням та охороною земель, надр, води, атмосферного повітря, рослинного і тваринного світу та інших природних ресурсів;
- охороною пам'яток історії та культури, збереженням житлового фонду;
- додержанням виробниками продукції стандартів, технічних умов та інших вимог, пов'язаних з її якістю та сертифікацією;
- додержанням санітарних і ветеринарних правил, збиранням, утилізацією і захороненням промислових, побутових та інших відходів, додержанням правил благоустрою;
- додержанням правил торгівлі, побутового, транспортного, комунального обслуговування, законодавства про захист прав споживачів;
- додержанням законодавства з питань науки, мови, реклами, освіти, культури, охорони здоров'я, материнства та дитинства, сім'ї, молоді та неповнолітніх, соціального захисту населення, фізичної культури і спорту;
- охороною праці та своєчасною і не нижче визначеного державою мінімального розміру оплатою праці;
- додержанням громадського порядку, правил технічної експлуатації транспорту та дорожнього руху;
- додержанням законодавства про державну таємницю та інформацію;
- додержанням законодавства про Національний архівний фонд та архівні установи;
- діяльністю забудовників, пов'язаною із залученням коштів

фізичних та юридичних осіб.
- виконанням інженерно-технічних заходів цивільного захисту (цивільної оборони) під час будівництва будинків, споруд, розміщення інших господарських об'єктів, інженерних та

транспортних комунікацій;
- станом захисних споруд цивільного захисту (цивільної оборони).

## Правові засади діяльності
Здійснення Кілійською районною державною адміністрацією державницьких функцій, як органом місцевої виконавчої влади в Кілійському районі Одеської області здійснюється в межах повноважень встановлених Конституцією України та відповідно до Законів Україн, Указів і розпоряджень Президента України, Постанов і розпоряджень Кабінету Міністрів України, Одеської обласної державної адміністрації, прийнятих у межах свої повноважень (ч.2 ст.6 Конституції України).
Нормативно-правовими засадами діяльності Кілійської районної державної адміністрації, як виконавчого органу Одеської обласної та Кілійської районної рад щодо делегованих повноважень є насамперед Закон України „Про місцеве самоврядування в Україні“ (ст.118-119 Конституції України).
Кілійська районна державна адміністрація діє на засадах відповідальності перед людиною і державою за свою діяльність, верховенства права, законності, пріоритетності прав людини, гласності, поєднання державних і місцевих інтересів. Розпорядження голови державної адміністрації, що суперечать Конституції України, законам України, рішенням Конституційного Суду України, іншим актам законодавства або є недоцільними, неекономними, неефективними за очікуваними чи фактичними результатами, скасовуються Президентом України, Кабінетом Міністрів України, головою місцевої державної адміністрації вищого рівня або в судовому порядку.

## Місце в системі органів влади України
Кілійська районна державна адміністрація є місцевим органом державної влади України, який здійснює функції і повноваження виконавчої влади, визначені законодавством України, на території Кілійського району Одеської області.
Діяльність Кілійської районної державної адміністрації спрямовується та контролюється Одеською обласною державною адміністрацією в межах своїх повноважень. Райдержадміністрація, в лиці голови, його заступників та керівників структурних підрозділів РДА, регулярно інформує, періодично та на вимогу звітує про стан виконання повноважень, покладених на місцеву державну адміністрацію відповідно голову та керівників структурних підрозділів облдержадміністрації.
Крім того, Кілійська районна державна адміністрація здійснює повноваження, делеговані їй Одеською обласною і Кілійською районною радами, підкріплених відповідними фінансовими, матеріально-технічними та іншими ресурсами, необхідних для їх здійснення та періодично звітує на чергових сесіях рад з питань виконання бюджету, програм соціально-економічного та культурного розвитку Кілійського району і власне делегованих повноважень.
Кілійська районна державна адміністрація сприяє міським і сільським радами Кілійського району, їх виконавчим органам та головами у здійсненні власних повноважень, зокрема у вирішенні питань економічного, соціального та культурного розвитку відповідних територій, зміцнення матеріальної та фінансової бази місцевого самоврядування, контролює виконання наданих їм законом повноважень органів виконавчої влади, розглядає та враховує у своїй діяльності пропозиції депутатів, органів місцевого самоврядування та їх посадових осіб.

## Організаційна структура

### Керівництво
Керівництво Кілійською районною державною адміністрацією забезпечується Головою райдержадміністрації та його заступниками: Першим заступником голови райдержадміністрації і Заступником голови райдержадміністрації.
Голова Кілійської районної державної адміністрації — Михайло Олександрович Кашин (починаючи з 18 січня 2013 року). Голова Кілійської райдержадміністрації призначається на посаду і звільняється з посади Президентом України за власною ініціативою або за поданням Кабінету Міністрів України з урахуванням клопотання голови Одеської обласної державної адміністрації.
Голова Кілійської РДА забезпечує виконання вимог Конституції України, законів України, актів Президента України та Кабінету Міністрів України, міністерств та інших центральних органів виконавчої влади, які відповідно до закону забезпечують нормативно-правове регулювання власних і делегованих повноважень; координує діяльність Кілійських територіальних органів міністерств та інших центральних органів виконавчої влади, котрі в свою чергу підзвітні і підконтрольні голові з питань здійснення повноважень РДА, сприяє їм у виконанні покладених на них завдань; погоджує призначення та звільнення з посад керівників підприємств, установ та організацій, що належать до сфери управління міністерств та інших центральних органів виконавчої влади України та інше шляхом видання та затвердження відповідних розпоряджень, які є обов'язковими для виконання на всій території Кілійського району усіма органами, підприємствами, установами та організаціями, посадовими особами та громадянами. При здійсненні своїх повноважень голова Кілійської райдержадміністрації відповідальний перед Президентом України і Кабінетом Міністрів України, підзвітний та підконтрольний Одеській обласній державній адміністрації, територіальним органам міністерств і центральних органів виконавчої влади.
Перший заступник голови Кілійської районної державної адміністрації — Олег Ігорович Горбенко (з 1 серпня 2013 року), Заступник голови — Михайло Васильович Дамаскін (з 1 березня 2013 року). Перший заступник та заступник голови Кілійської районної державної адміністрації призначаються на посаду та звільняються з посади особисто головою Кілійської РДА, за погодженням з головою Одеської обласної державної адміністрації, та виконують частину обов'язків, визначених керівником району.

### Апарат Кілійської районної державної адміністрації
Поточне правове, інформаційно-аналітичне, методичне, матеріально-технічне та організаційне забезпечення діяльності Кілійської районної державної адміністрації, проведення кадрової роботи, здійснення документообігу та контролю, розгляду звернень громадян, забезпечення мобілізаційної роботи, запобігання та виявлення корупції, доступу до публічної інформації, адміністрування (ведення) Державного реєстру виборців тощо здійснює її Апарат, який підпорядковується Керівнику апарату Кілійської райдержадміністрації.
Апарат Кілійської районної державної адміністрації складається з самостійних підрозділів і ряду окремо зазначених у положенні посадових осіб (наприклад, керівник Апарату, Державний адміністратор). До самостійних підрозділів Апарату відносяться 7 відділів та 1 сектор. Гранична чисельність працівників Апарату затверджена у кількості 30 штатних одиниць. Структура Апарату та статус його структурних підрозділів визначаються головою Кілійської районної державної адміністрації особисто з урахуванням вимог законодавства України щодо реалізації вище зазначених повноважень.
| \| \| \| \| \| \| \| \| \| Відділ комунікацій з громадськістюм. Кілія, вул. Леніна, буд. 44, каб. 41 \| \| \| \| \| \| \| \| \| \| \| \| \| \| \| \| \| \| \| \| \| \| \| \| \| \| \| \| \| \| \| \| \| \| \| \| \| \| \| \| \| \| \| \| \| Відділ ведення Державного реєстру виборцівм. Кілія, вул. Леніна, буд. 44, каб. 25 \| \| \| \| \| \| \| \| \| \| \| \| \| \| \| \| \| \| \| \| \| \| \| \| \| \| \| \| \| \| \| \| \| \| \| \| \| \| \| \| \| \| \| \| \| Архівний відділм. Кілія, вул. Леніна, буд. 59, каб. 1 \| \| \| \| \| \| \| \| \| \| \| \| \| \| \| \| \| \| \| \| \| \| \| \| \| \| \| \| \| \| \| \| \| \| \| \| \| \| \| \| \| \| \| \| \| Відділ взаємодії з правоохоронними органами, оборонної та мобілізаційної роботим. Кілія, вул. Леніна, буд. 44, каб. 10 \| \| \| \| \| \| \| \| \| \| \| \| \| \| \| \| \| \| \| \| \| \| \| \| \| \| \| \| \| \| \| \| \| \| \| \| \| Керівник апарату Кілійської районної державної адміністраціїм. Кілія, вул. Леніна, буд. 44, каб. 4 \| Керівник апарату Кілійської районної державної адміністраціїм. Кілія, вул. Леніна, буд. 44, каб. 4 \| Керівник апарату Кілійської районної державної адміністраціїм. Кілія, вул. Леніна, буд. 44, каб. 4 \| Керівник апарату Кілійської районної державної адміністраціїм. Кілія, вул. Леніна, буд. 44, каб. 4 \| Керівник апарату Кілійської районної державної адміністраціїм. Кілія, вул. Леніна, буд. 44, каб. 4 \| Керівник апарату Кілійської районної державної адміністраціїм. Кілія, вул. Леніна, буд. 44, каб. 4 \| \| \| Відділ фінансово-господарського забезпеченням. Кілія, вул. Леніна, буд. 44, каб. 9 \| Відділ фінансово-господарського забезпеченням. Кілія, вул. Леніна, буд. 44, каб. 9 \| Відділ фінансово-господарського забезпеченням. Кілія, вул. Леніна, буд. 44, каб. 9 \| Відділ фінансово-господарського забезпеченням. Кілія, вул. Леніна, буд. 44, каб. 9 \| Відділ фінансово-господарського забезпеченням. Кілія, вул. Леніна, буд. 44, каб. 9 \| Відділ фінансово-господарського забезпеченням. Кілія, вул. Леніна, буд. 44, каб. 9 \| \| Керівник апарату Кілійської районної державної адміністраціїм. Кілія, вул. Леніна, буд. 44, каб. 4 \| Керівник апарату Кілійської районної державної адміністраціїм. Кілія, вул. Леніна, буд. 44, каб. 4 \| Керівник апарату Кілійської районної державної адміністраціїм. Кілія, вул. Леніна, буд. 44, каб. 4 \| Керівник апарату Кілійської районної державної адміністраціїм. Кілія, вул. Леніна, буд. 44, каб. 4 \| Керівник апарату Кілійської районної державної адміністраціїм. Кілія, вул. Леніна, буд. 44, каб. 4 \| Керівник апарату Кілійської районної державної адміністраціїм. Кілія, вул. Леніна, буд. 44, каб. 4 \| \| \| Відділ фінансово-господарського забезпеченням. Кілія, вул. Леніна, буд. 44, каб. 9 \| Відділ фінансово-господарського забезпеченням. Кілія, вул. Леніна, буд. 44, каб. 9 \| Відділ фінансово-господарського забезпеченням. Кілія, вул. Леніна, буд. 44, каб. 9 \| Відділ фінансово-господарського забезпеченням. Кілія, вул. Леніна, буд. 44, каб. 9 \| Відділ фінансово-господарського забезпеченням. Кілія, вул. Леніна, буд. 44, каб. 9 \| Відділ фінансово-господарського забезпеченням. Кілія, вул. Леніна, буд. 44, каб. 9 \| \| \| \| \| \| \| \| \| \| \| \| \| \| \| \| \| \| \| \| \| \| \| \| \| Відділ діловодства та контролюм. Кілія, вул. Леніна, буд. 44, каб. 7-8 \| \| \| \| \| \| \| \| \| \| \| \| \| \| \| \| \| \| \| \| \| \| \| \| \| \| \| \| \| \| \| \| \| \| \| \| \| \| \| \| \| \| \| \| \| Відділ організаційно кадрової роботим. Кілія, вул. Леніна, буд. 44, каб. 6 \| \| \| \| \| \| \| \| \| \| \| \| \| \| \| \| \| \| \| \| \| \| \| \| \| \| \| \| \| \| \| \| \| \| \| \| \| \| \| \| \| \| \| \| \| Юридичний секторм. Кілія, вул. Леніна, буд. 44, каб. 5 \| \| \| \| \| \| \| \| \| \| \| \| \| \| \| \| \| \| \| \| \| \| \| \| \| \| \| \| \| \| \| \| \| \| \| \| \| \| \| \| \| \| \| \| \| Державний адміністраторм. Кілія, вул. Леніна, буд. 44, каб. 11 \| \| \| \| \| \| \| \| \| \| \| \| \| \| \| \| \| \| \| \| \| | | | | | |  |  | |                                                                                    |                                                                                    |                                                                                    |                                                                                    |                                                                                    |
| | | | | | |  |  | Відділ комунікацій з громадськістюм. Кілія, вул. Леніна, буд. 44, каб. 41                                              |                                                                                    |                                                                                    |                                                                                    |                                                                                    |                                                                                    |
| | | | | | |  |  | |                                                                                    |                                                                                    |                                                                                    |                                                                                    |                                                                                    |
| | | | | | |  |  | |                                                                                    |                                                                                    |                                                                                    |                                                                                    |                                                                                    |
| | | | | | |  |  | Відділ ведення Державного реєстру виборцівм. Кілія, вул. Леніна, буд. 44, каб. 25                                      |                                                                                    |                                                                                    |                                                                                    |                                                                                    |                                                                                    |
| | | | | | |  |  | |                                                                                    |                                                                                    |                                                                                    |                                                                                    |                                                                                    |
| | | | | | |  |  | |                                                                                    |                                                                                    |                                                                                    |                                                                                    |                                                                                    |
| | | | | | |  |  | Архівний відділм. Кілія, вул. Леніна, буд. 59, каб. 1                                                                  |                                                                                    |                                                                                    |                                                                                    |                                                                                    |                                                                                    |
| | | | | | |  |  | |                                                                                    |                                                                                    |                                                                                    |                                                                                    |                                                                                    |
| | | | | | |  |  | |                                                                                    |                                                                                    |                                                                                    |                                                                                    |                                                                                    |
| | | | | | |  |  | Відділ взаємодії з правоохоронними органами, оборонної та мобілізаційної роботим. Кілія, вул. Леніна, буд. 44, каб. 10 |                                                                                    |                                                                                    |                                                                                    |                                                                                    |                                                                                    |
| | | | | | |  |  | |                                                                                    |                                                                                    |                                                                                    |                                                                                    |                                                                                    |
| | | | | | |  |  | |                                                                                    |                                                                                    |                                                                                    |                                                                                    |                                                                                    |
| Керівник апарату Кілійської районної державної адміністраціїм. Кілія, вул. Леніна, буд. 44, каб. 4 | Керівник апарату Кілійської районної державної адміністраціїм. Кілія, вул. Леніна, буд. 44, каб. 4 | Керівник апарату Кілійської районної державної адміністраціїм. Кілія, вул. Леніна, буд. 44, каб. 4 | Керівник апарату Кілійської районної державної адміністраціїм. Кілія, вул. Леніна, буд. 44, каб. 4 | Керівник апарату Кілійської районної державної адміністраціїм. Кілія, вул. Леніна, буд. 44, каб. 4 | Керівник апарату Кілійської районної державної адміністраціїм. Кілія, вул. Леніна, буд. 44, каб. 4 |  |  | Відділ фінансово-господарського забезпеченням. Кілія, вул. Леніна, буд. 44, каб. 9                                     | Відділ фінансово-господарського забезпеченням. Кілія, вул. Леніна, буд. 44, каб. 9 | Відділ фінансово-господарського забезпеченням. Кілія, вул. Леніна, буд. 44, каб. 9 | Відділ фінансово-господарського забезпеченням. Кілія, вул. Леніна, буд. 44, каб. 9 | Відділ фінансово-господарського забезпеченням. Кілія, вул. Леніна, буд. 44, каб. 9 | Відділ фінансово-господарського забезпеченням. Кілія, вул. Леніна, буд. 44, каб. 9 |
| Керівник апарату Кілійської районної державної адміністраціїм. Кілія, вул. Леніна, буд. 44, каб. 4 | Керівник апарату Кілійської районної державної адміністраціїм. Кілія, вул. Леніна, буд. 44, каб. 4 | Керівник апарату Кілійської районної державної адміністраціїм. Кілія, вул. Леніна, буд. 44, каб. 4 | Керівник апарату Кілійської районної державної адміністраціїм. Кілія, вул. Леніна, буд. 44, каб. 4 | Керівник апарату Кілійської районної державної адміністраціїм. Кілія, вул. Леніна, буд. 44, каб. 4 | Керівник апарату Кілійської районної державної адміністраціїм. Кілія, вул. Леніна, буд. 44, каб. 4 |  |  | Відділ фінансово-господарського забезпеченням. Кілія, вул. Леніна, буд. 44, каб. 9                                     | Відділ фінансово-господарського забезпеченням. Кілія, вул. Леніна, буд. 44, каб. 9 | Відділ фінансово-господарського забезпеченням. Кілія, вул. Леніна, буд. 44, каб. 9 | Відділ фінансово-господарського забезпеченням. Кілія, вул. Леніна, буд. 44, каб. 9 | Відділ фінансово-господарського забезпеченням. Кілія, вул. Леніна, буд. 44, каб. 9 | Відділ фінансово-господарського забезпеченням. Кілія, вул. Леніна, буд. 44, каб. 9 |
| | | | | | |  |  | |                                                                                    |                                                                                    |                                                                                    |                                                                                    |                                                                                    |
| | | | | | |  |  | Відділ діловодства та контролюм. Кілія, вул. Леніна, буд. 44, каб. 7-8                                                 |                                                                                    |                                                                                    |                                                                                    |                                                                                    |                                                                                    |
| | | | | | |  |  | |                                                                                    |                                                                                    |                                                                                    |                                                                                    |                                                                                    |
| | | | | | |  |  | |                                                                                    |                                                                                    |                                                                                    |                                                                                    |                                                                                    |
| | | | | | |  |  | Відділ організаційно кадрової роботим. Кілія, вул. Леніна, буд. 44, каб. 6                                             |                                                                                    |                                                                                    |                                                                                    |                                                                                    |                                                                                    |
| | | | | | |  |  | |                                                                                    |                                                                                    |                                                                                    |                                                                                    |                                                                                    |
| | | | | | |  |  | |                                                                                    |                                                                                    |                                                                                    |                                                                                    |                                                                                    |
| | | | | | |  |  | Юридичний секторм. Кілія, вул. Леніна, буд. 44, каб. 5                                                                 |                                                                                    |                                                                                    |                                                                                    |                                                                                    |                                                                                    |
| | | | | | |  |  | |                                                                                    |                                                                                    |                                                                                    |                                                                                    |                                                                                    |
| | | | | | |  |  | |                                                                                    |                                                                                    |                                                                                    |                                                                                    |                                                                                    |
| | | | | | |  |  | Державний адміністраторм. Кілія, вул. Леніна, буд. 44, каб. 11                                                         |                                                                                    |                                                                                    |                                                                                    |                                                                                    |                                                                                    |
| | | | | | |  |  | |                                                                                    |                                                                                    |                                                                                    |                                                                                    |                                                                                    |

### Галузеві структурні підрозділи Кілійської районної державної адміністрації
Забезпечення реалізації державної політики в певній галузі в межах Кілійського району здійснюється відповідними структурними підрозділами Кілійської районної державної адміністрації, в залежності від напрямку їх діяльності.
Організаційна структура Кілійської РДА, окрім власне Апарату райдержадміністрації, налічує 5 головних галузевих підрозділів: 1 службу, 3 управління, 4 відділи і 1 сектор; та окремих посадових осіб (Голова райдержадміністрації, його заступники та головний спеціаліст з надзвичайних ситуацій). Структурні підрозділи Кілійської РДА підзвітні та підконтрольні голові РДА та відповідним структурним підрозділам Одеської обласної державної адміністрації, територіальних органів міністерств та інших центральних органів виконавчої влади за виконання покладених на ці підрозділи завдань. Рішення про утворення структурного підрозділу Кілійської райдержадміністрації, визначення його виду і статусу, як юридичної особи публічного права, граничної чисельності і фонду оплати праці його працівників, в межах виділених асигнувань з Державного бюджету України, встановлених Кабінетом Міністрів України, а також затвердження штатного розпису і кошторису (за пропозицією керівника структурного підрозділу) здійснюються головою Кілійської районної державної адміністрації.
Керівництво діяльністю структурного підрозділу Кілійської РДА здійснює керівник (начальник), який призначається на посаду і звільняється з посади головою Кілійської райдержадміністрації за погодженням з Одеською обласною державною адміністрацією, в установленому законодавством порядку. Керівники (начальники) усіх управлінь та служби Кілійської райдержадміністрації мають заступників, які за його поданням призначаються на посаду і звільняються з посади головою Кілійської районної державної адміністрації. Інші посадові особи структурних підрозділів Кілійської РДА призначаються на посаду та звільняються з посади головою Кілійської райдержадміністрації за поданням або погодженням безпосереднього керівника (начальника).
Працівники Кілійської райдержадміністрації (за винятком допоміжного персоналу) є державними службовцями, основні права, обов'язки, відповідальність, умови оплати праці, соціально-побутового і пенсійне забезпечення та інше яких визначаються Законом України «Про державну службу». У своїй роботі посадові особи Кілійської райдержадміністрації виконують організаційно-розпорядчі або статистично-описові обов'язки в межах наділених їм повноважень, безпосередньо пов'язаних з реалізацією завдань і виконанням функцій Кілійської районної державної адміністрації, та є підзвітними і підконтрольними посадовцям вищого рівня ієрархії виконавчої влади.
| \| \| \| \| \| \| \| \| \| \| \| \| \| \| \| \| \| Апаратм. Кілія, вул. Леніна, буд. 44, каб. 5 \| \| \| \| \| \| \| \| \| \| \| \| \| \| \| \| \| \| \| \| \| \| \| \| \| \| \| \| \| \| \| \| \| \| \| \| \| \| \| \| \| \| \| \| \| \| \| \| \| \| \| \| \| \| \| \| \| \| \| \| \| \| \| \| \| \| \| \| \| Служба у справах дітейм. Кілія, вул. Леніна, буд. 44, каб. 42 \| \| \| \| \| \| \| \| \| \| \| \| \| \| \| \| \| \| \| \| \| \| \| \| \| \| \| \| \| \| \| \| \| \| \| \| \| \| \| \| \| \| \| \| \| \| \| \| \| \| \| \| \| \| \| \| \| \| \| \| \| \| \| \| \| \| \| \| \| Управління соціального захисту населенням. Кілія, вул. Леніна, буд. 48, каб. 1 \| \| \| \| \| \| \| \| \| \| \| \| \| \| \| \| \| \| \| \| \| \| \| \| \| \| \| \| \| \| \| \| \| \| \| \| \| \| \| \| \| \| \| \| \| \| \| \| \| \| \| \| \| \| \| \| \| \| \| \| \| Перший заступник голови райдержадміністраціїм. Кілія, вул. Леніна, буд. 44, каб. 22 \| Перший заступник голови райдержадміністраціїм. Кілія, вул. Леніна, буд. 44, каб. 22 \| Перший заступник голови райдержадміністраціїм. Кілія, вул. Леніна, буд. 44, каб. 22 \| Перший заступник голови райдержадміністраціїм. Кілія, вул. Леніна, буд. 44, каб. 22 \| Перший заступник голови райдержадміністраціїм. Кілія, вул. Леніна, буд. 44, каб. 22 \| Перший заступник голови райдержадміністраціїм. Кілія, вул. Леніна, буд. 44, каб. 22 \| \| \| Відділ освітим. Кілія, вул. Леніна, буд. 45, каб. 1 \| Відділ освітим. Кілія, вул. Леніна, буд. 45, каб. 1 \| Відділ освітим. Кілія, вул. Леніна, буд. 45, каб. 1 \| Відділ освітим. Кілія, вул. Леніна, буд. 45, каб. 1 \| Відділ освітим. Кілія, вул. Леніна, буд. 45, каб. 1 \| Відділ освітим. Кілія, вул. Леніна, буд. 45, каб. 1 \| \| \| \| \| \| \| \| \| \| Перший заступник голови райдержадміністраціїм. Кілія, вул. Леніна, буд. 44, каб. 22 \| Перший заступник голови райдержадміністраціїм. Кілія, вул. Леніна, буд. 44, каб. 22 \| Перший заступник голови райдержадміністраціїм. Кілія, вул. Леніна, буд. 44, каб. 22 \| Перший заступник голови райдержадміністраціїм. Кілія, вул. Леніна, буд. 44, каб. 22 \| Перший заступник голови райдержадміністраціїм. Кілія, вул. Леніна, буд. 44, каб. 22 \| Перший заступник голови райдержадміністраціїм. Кілія, вул. Леніна, буд. 44, каб. 22 \| \| \| Відділ освітим. Кілія, вул. Леніна, буд. 45, каб. 1 \| Відділ освітим. Кілія, вул. Леніна, буд. 45, каб. 1 \| Відділ освітим. Кілія, вул. Леніна, буд. 45, каб. 1 \| Відділ освітим. Кілія, вул. Леніна, буд. 45, каб. 1 \| Відділ освітим. Кілія, вул. Леніна, буд. 45, каб. 1 \| Відділ освітим. Кілія, вул. Леніна, буд. 45, каб. 1 \| \| \| \| \| \| \| \| \| \| \| \| \| \| \| \| \| \| \| \| \| \| \| \| \| \| \| \| \| \| \| \| \| \| \| \| \| \| \| \| \| Відділ культурим. Кілія, вул. Гагаріна, буд. 27, каб. 1 \| \| \| \| \| \| \| \| \| \| \| \| \| \| \| \| \| \| \| \| \| \| \| \| \| \| \| \| \| \| \| \| \| \| \| \| \| \| \| \| \| \| \| \| \| \| \| \| \| \| \| \| \| Голова Кілійської районної державної адміністраціїм. Кілія, вул. Леніна, буд. 44, каб. 2 \| Голова Кілійської районної державної адміністраціїм. Кілія, вул. Леніна, буд. 44, каб. 2 \| Голова Кілійської районної державної адміністраціїм. Кілія, вул. Леніна, буд. 44, каб. 2 \| Голова Кілійської районної державної адміністраціїм. Кілія, вул. Леніна, буд. 44, каб. 2 \| Голова Кілійської районної державної адміністраціїм. Кілія, вул. Леніна, буд. 44, каб. 2 \| Голова Кілійської районної державної адміністраціїм. Кілія, вул. Леніна, буд. 44, каб. 2 \| \| \| \| \| \| \| \| \| \| \| Сектор у справах сім'ї, молоді та спортум. Кілія, вул. Леніна, буд. 44, каб. 43 \| Сектор у справах сім'ї, молоді та спортум. Кілія, вул. Леніна, буд. 44, каб. 43 \| Сектор у справах сім'ї, молоді та спортум. Кілія, вул. Леніна, буд. 44, каб. 43 \| Сектор у справах сім'ї, молоді та спортум. Кілія, вул. Леніна, буд. 44, каб. 43 \| Сектор у справах сім'ї, молоді та спортум. Кілія, вул. Леніна, буд. 44, каб. 43 \| Сектор у справах сім'ї, молоді та спортум. Кілія, вул. Леніна, буд. 44, каб. 43 \| \| Голова Кілійської районної державної адміністраціїм. Кілія, вул. Леніна, буд. 44, каб. 2 \| Голова Кілійської районної державної адміністраціїм. Кілія, вул. Леніна, буд. 44, каб. 2 \| Голова Кілійської районної державної адміністраціїм. Кілія, вул. Леніна, буд. 44, каб. 2 \| Голова Кілійської районної державної адміністраціїм. Кілія, вул. Леніна, буд. 44, каб. 2 \| Голова Кілійської районної державної адміністраціїм. Кілія, вул. Леніна, буд. 44, каб. 2 \| Голова Кілійської районної державної адміністраціїм. Кілія, вул. Леніна, буд. 44, каб. 2 \| \| \| \| \| \| \| \| \| \| \| Сектор у справах сім'ї, молоді та спортум. Кілія, вул. Леніна, буд. 44, каб. 43 \| Сектор у справах сім'ї, молоді та спортум. Кілія, вул. Леніна, буд. 44, каб. 43 \| Сектор у справах сім'ї, молоді та спортум. Кілія, вул. Леніна, буд. 44, каб. 43 \| Сектор у справах сім'ї, молоді та спортум. Кілія, вул. Леніна, буд. 44, каб. 43 \| Сектор у справах сім'ї, молоді та спортум. Кілія, вул. Леніна, буд. 44, каб. 43 \| Сектор у справах сім'ї, молоді та спортум. Кілія, вул. Леніна, буд. 44, каб. 43 \| \| \| \| \| \| \| \| \| \| \| \| \| \| \| \| \| \| \| \| \| \| \| \| \| \| \| \| \| \| \| \| \| \| \| \| \| \| \| \| \| Управління агропромислового розвиткум. Кілія, вул. Леніна, буд. 44, каб. 13-б \| \| \| \| \| \| \| \| \| \| \| \| \| \| \| \| \| \| \| \| \| \| \| \| \| \| \| \| \| \| \| \| \| \| \| \| \| \| \| \| \| \| \| \| \| \| \| \| \| \| \| \| \| \| \| \| \| \| \| \| \| \| \| \| \| \| \| \| \| Відділ регіонального розвитку, містобудування, житлово-комунального господарства та розвитку інфраструктурим. Кілія, вул. Леніна, буд. 44, каб. 19 \| \| \| \| \| \| \| \| \| \| \| \| \| \| \| \| \| \| \| \| \| \| \| \| \| \| \| \| \| \| \| \| \| \| \| \| \| \| Заступник голови райдержадміністраціїм. Кілія, вул. Леніна, буд. 44, каб. 3 \| \| \| \| \| \| \| \| \| \| \| \| \| \| \| \| \| \| \| \| \| \| \| \| \| \| \| \| \| \| \| \| \| \| \| \| \| \| \| \| \| \| \| \| \| \| \| \| \| \| \| \| \| \| Відділ економічного розвитку і торгівлім. Кілія, вул. Леніна, буд. 44, каб. 13-а \| \| \| \| \| \| \| \| \| \| \| \| \| \| \| \| \| \| \| \| \| \| \| \| \| \| \| \| \| \| \| \| \| \| \| \| \| \| \| \| \| \| \| \| \| \| \| \| \| \| \| \| \| \| \| \| \| \| \| \| \| \| \| \| \| \| \| \| \| Головний спеціаліст з надзвичайних ситуаційм. Кілія, вул. Леніна, буд. 44, каб. 19 \| \| \| \| \| \| \| \| \| \| \| \| \| \| \| \| \| \| \| \| \| \| \| \| \| \| \| \| \| \| \| \| \| \| \| \| \| \| \| \| \| \| \| \| \| \| \| \| \| \| \| \| \| \| \| \| \| \| \| \| \| \| \| \| \| \| \| \| \| Фінансове управлінням. Кілія, вул. Леніна, буд. 44, каб. 29 \| \| \| \| \| \| \| \| \| \| \| \| \| \| \| \| \| \| \| \| \| \| \| \| \| \| \| \| \| |                                                                                          |                                                                                          |                                                                                          |                                                                                          |                                                                                          |  |  |                                                                                     |                                                                                     |                                                                                     |                                                                                     |                                                                                     |                                                                                     |  |  | |                                                                                 |                                                                                 |                                                                                 |                                                                                 |                                                                                 |
| |                                                                                          |                                                                                          |                                                                                          |                                                                                          |                                                                                          |  |  |                                                                                     |                                                                                     |                                                                                     |                                                                                     |                                                                                     |                                                                                     |  |  | Апаратм. Кілія, вул. Леніна, буд. 44, каб. 5 |                                                                                 |                                                                                 |                                                                                 |                                                                                 |                                                                                 |
| |                                                                                          |                                                                                          |                                                                                          |                                                                                          |                                                                                          |  |  |                                                                                     |                                                                                     |                                                                                     |                                                                                     |                                                                                     |                                                                                     |  |  | |                                                                                 |                                                                                 |                                                                                 |                                                                                 |                                                                                 |
| |                                                                                          |                                                                                          |                                                                                          |                                                                                          |                                                                                          |  |  |                                                                                     |                                                                                     |                                                                                     |                                                                                     |                                                                                     |                                                                                     |  |  | |                                                                                 |                                                                                 |                                                                                 |                                                                                 |                                                                                 |
| |                                                                                          |                                                                                          |                                                                                          |                                                                                          |                                                                                          |  |  |                                                                                     |                                                                                     |                                                                                     |                                                                                     |                                                                                     |                                                                                     |  |  | Служба у справах дітейм. Кілія, вул. Леніна, буд. 44, каб. 42                                                                                      |                                                                                 |                                                                                 |                                                                                 |                                                                                 |                                                                                 |
| |                                                                                          |                                                                                          |                                                                                          |                                                                                          |                                                                                          |  |  |                                                                                     |                                                                                     |                                                                                     |                                                                                     |                                                                                     |                                                                                     |  |  | |                                                                                 |                                                                                 |                                                                                 |                                                                                 |                                                                                 |
| |                                                                                          |                                                                                          |                                                                                          |                                                                                          |                                                                                          |  |  |                                                                                     |                                                                                     |                                                                                     |                                                                                     |                                                                                     |                                                                                     |  |  | |                                                                                 |                                                                                 |                                                                                 |                                                                                 |                                                                                 |
| |                                                                                          |                                                                                          |                                                                                          |                                                                                          |                                                                                          |  |  |                                                                                     |                                                                                     |                                                                                     |                                                                                     |                                                                                     |                                                                                     |  |  | Управління соціального захисту населенням. Кілія, вул. Леніна, буд. 48, каб. 1                                                                     |                                                                                 |                                                                                 |                                                                                 |                                                                                 |                                                                                 |
| |                                                                                          |                                                                                          |                                                                                          |                                                                                          |                                                                                          |  |  |                                                                                     |                                                                                     |                                                                                     |                                                                                     |                                                                                     |                                                                                     |  |  | |                                                                                 |                                                                                 |                                                                                 |                                                                                 |                                                                                 |
| |                                                                                          |                                                                                          |                                                                                          |                                                                                          |                                                                                          |  |  |                                                                                     |                                                                                     |                                                                                     |                                                                                     |                                                                                     |                                                                                     |  |  | |                                                                                 |                                                                                 |                                                                                 |                                                                                 |                                                                                 |
| |                                                                                          |                                                                                          |                                                                                          |                                                                                          |                                                                                          |  |  | Перший заступник голови райдержадміністраціїм. Кілія, вул. Леніна, буд. 44, каб. 22 | Перший заступник голови райдержадміністраціїм. Кілія, вул. Леніна, буд. 44, каб. 22 | Перший заступник голови райдержадміністраціїм. Кілія, вул. Леніна, буд. 44, каб. 22 | Перший заступник голови райдержадміністраціїм. Кілія, вул. Леніна, буд. 44, каб. 22 | Перший заступник голови райдержадміністраціїм. Кілія, вул. Леніна, буд. 44, каб. 22 | Перший заступник голови райдержадміністраціїм. Кілія, вул. Леніна, буд. 44, каб. 22 |  |  | Відділ освітим. Кілія, вул. Леніна, буд. 45, каб. 1                                                                                                | Відділ освітим. Кілія, вул. Леніна, буд. 45, каб. 1                             | Відділ освітим. Кілія, вул. Леніна, буд. 45, каб. 1                             | Відділ освітим. Кілія, вул. Леніна, буд. 45, каб. 1                             | Відділ освітим. Кілія, вул. Леніна, буд. 45, каб. 1                             | Відділ освітим. Кілія, вул. Леніна, буд. 45, каб. 1                             |
| |                                                                                          |                                                                                          |                                                                                          |                                                                                          |                                                                                          |  |  | Перший заступник голови райдержадміністраціїм. Кілія, вул. Леніна, буд. 44, каб. 22 | Перший заступник голови райдержадміністраціїм. Кілія, вул. Леніна, буд. 44, каб. 22 | Перший заступник голови райдержадміністраціїм. Кілія, вул. Леніна, буд. 44, каб. 22 | Перший заступник голови райдержадміністраціїм. Кілія, вул. Леніна, буд. 44, каб. 22 | Перший заступник голови райдержадміністраціїм. Кілія, вул. Леніна, буд. 44, каб. 22 | Перший заступник голови райдержадміністраціїм. Кілія, вул. Леніна, буд. 44, каб. 22 |  |  | Відділ освітим. Кілія, вул. Леніна, буд. 45, каб. 1                                                                                                | Відділ освітим. Кілія, вул. Леніна, буд. 45, каб. 1                             | Відділ освітим. Кілія, вул. Леніна, буд. 45, каб. 1                             | Відділ освітим. Кілія, вул. Леніна, буд. 45, каб. 1                             | Відділ освітим. Кілія, вул. Леніна, буд. 45, каб. 1                             | Відділ освітим. Кілія, вул. Леніна, буд. 45, каб. 1                             |
| |                                                                                          |                                                                                          |                                                                                          |                                                                                          |                                                                                          |  |  |                                                                                     |                                                                                     |                                                                                     |                                                                                     |                                                                                     |                                                                                     |  |  | |                                                                                 |                                                                                 |                                                                                 |                                                                                 |                                                                                 |
| |                                                                                          |                                                                                          |                                                                                          |                                                                                          |                                                                                          |  |  |                                                                                     |                                                                                     |                                                                                     |                                                                                     |                                                                                     |                                                                                     |  |  | Відділ культурим. Кілія, вул. Гагаріна, буд. 27, каб. 1                                                                                            |                                                                                 |                                                                                 |                                                                                 |                                                                                 |                                                                                 |
| |                                                                                          |                                                                                          |                                                                                          |                                                                                          |                                                                                          |  |  |                                                                                     |                                                                                     |                                                                                     |                                                                                     |                                                                                     |                                                                                     |  |  | |                                                                                 |                                                                                 |                                                                                 |                                                                                 |                                                                                 |
| |                                                                                          |                                                                                          |                                                                                          |                                                                                          |                                                                                          |  |  |                                                                                     |                                                                                     |                                                                                     |                                                                                     |                                                                                     |                                                                                     |  |  | |                                                                                 |                                                                                 |                                                                                 |                                                                                 |                                                                                 |
| Голова Кілійської районної державної адміністраціїм. Кілія, вул. Леніна, буд. 44, каб. 2 | Голова Кілійської районної державної адміністраціїм. Кілія, вул. Леніна, буд. 44, каб. 2 | Голова Кілійської районної державної адміністраціїм. Кілія, вул. Леніна, буд. 44, каб. 2 | Голова Кілійської районної державної адміністраціїм. Кілія, вул. Леніна, буд. 44, каб. 2 | Голова Кілійської районної державної адміністраціїм. Кілія, вул. Леніна, буд. 44, каб. 2 | Голова Кілійської районної державної адміністраціїм. Кілія, вул. Леніна, буд. 44, каб. 2 |  |  |                                                                                     |                                                                                     |                                                                                     |                                                                                     |                                                                                     |                                                                                     |  |  | Сектор у справах сім'ї, молоді та спортум. Кілія, вул. Леніна, буд. 44, каб. 43                                                                    | Сектор у справах сім'ї, молоді та спортум. Кілія, вул. Леніна, буд. 44, каб. 43 | Сектор у справах сім'ї, молоді та спортум. Кілія, вул. Леніна, буд. 44, каб. 43 | Сектор у справах сім'ї, молоді та спортум. Кілія, вул. Леніна, буд. 44, каб. 43 | Сектор у справах сім'ї, молоді та спортум. Кілія, вул. Леніна, буд. 44, каб. 43 | Сектор у справах сім'ї, молоді та спортум. Кілія, вул. Леніна, буд. 44, каб. 43 |
| Голова Кілійської районної державної адміністраціїм. Кілія, вул. Леніна, буд. 44, каб. 2 | Голова Кілійської районної державної адміністраціїм. Кілія, вул. Леніна, буд. 44, каб. 2 | Голова Кілійської районної державної адміністраціїм. Кілія, вул. Леніна, буд. 44, каб. 2 | Голова Кілійської районної державної адміністраціїм. Кілія, вул. Леніна, буд. 44, каб. 2 | Голова Кілійської районної державної адміністраціїм. Кілія, вул. Леніна, буд. 44, каб. 2 | Голова Кілійської районної державної адміністраціїм. Кілія, вул. Леніна, буд. 44, каб. 2 |  |  |                                                                                     |                                                                                     |                                                                                     |                                                                                     |                                                                                     |                                                                                     |  |  | Сектор у справах сім'ї, молоді та спортум. Кілія, вул. Леніна, буд. 44, каб. 43                                                                    | Сектор у справах сім'ї, молоді та спортум. Кілія, вул. Леніна, буд. 44, каб. 43 | Сектор у справах сім'ї, молоді та спортум. Кілія, вул. Леніна, буд. 44, каб. 43 | Сектор у справах сім'ї, молоді та спортум. Кілія, вул. Леніна, буд. 44, каб. 43 | Сектор у справах сім'ї, молоді та спортум. Кілія, вул. Леніна, буд. 44, каб. 43 | Сектор у справах сім'ї, молоді та спортум. Кілія, вул. Леніна, буд. 44, каб. 43 |
| |                                                                                          |                                                                                          |                                                                                          |                                                                                          |                                                                                          |  |  |                                                                                     |                                                                                     |                                                                                     |                                                                                     |                                                                                     |                                                                                     |  |  | |                                                                                 |                                                                                 |                                                                                 |                                                                                 |                                                                                 |
| |                                                                                          |                                                                                          |                                                                                          |                                                                                          |                                                                                          |  |  |                                                                                     |                                                                                     |                                                                                     |                                                                                     |                                                                                     |                                                                                     |  |  | Управління агропромислового розвиткум. Кілія, вул. Леніна, буд. 44, каб. 13-б                                                                      |                                                                                 |                                                                                 |                                                                                 |                                                                                 |                                                                                 |
| |                                                                                          |                                                                                          |                                                                                          |                                                                                          |                                                                                          |  |  |                                                                                     |                                                                                     |                                                                                     |                                                                                     |                                                                                     |                                                                                     |  |  | |                                                                                 |                                                                                 |                                                                                 |                                                                                 |                                                                                 |
| |                                                                                          |                                                                                          |                                                                                          |                                                                                          |                                                                                          |  |  |                                                                                     |                                                                                     |                                                                                     |                                                                                     |                                                                                     |                                                                                     |  |  | |                                                                                 |                                                                                 |                                                                                 |                                                                                 |                                                                                 |
| |                                                                                          |                                                                                          |                                                                                          |                                                                                          |                                                                                          |  |  |                                                                                     |                                                                                     |                                                                                     |                                                                                     |                                                                                     |                                                                                     |  |  | Відділ регіонального розвитку, містобудування, житлово-комунального господарства та розвитку інфраструктурим. Кілія, вул. Леніна, буд. 44, каб. 19 |                                                                                 |                                                                                 |                                                                                 |                                                                                 |                                                                                 |
| |                                                                                          |                                                                                          |                                                                                          |                                                                                          |                                                                                          |  |  |                                                                                     |                                                                                     |                                                                                     |                                                                                     |                                                                                     |                                                                                     |  |  | |                                                                                 |                                                                                 |                                                                                 |                                                                                 |                                                                                 |
| |                                                                                          |                                                                                          |                                                                                          |                                                                                          |                                                                                          |  |  | Заступник голови райдержадміністраціїм. Кілія, вул. Леніна, буд. 44, каб. 3         |                                                                                     |                                                                                     |                                                                                     |                                                                                     |                                                                                     |  |  | |                                                                                 |                                                                                 |                                                                                 |                                                                                 |                                                                                 |
| |                                                                                          |                                                                                          |                                                                                          |                                                                                          |                                                                                          |  |  |                                                                                     |                                                                                     |                                                                                     |                                                                                     |                                                                                     |                                                                                     |  |  | |                                                                                 |                                                                                 |                                                                                 |                                                                                 |                                                                                 |
| |                                                                                          |                                                                                          |                                                                                          |                                                                                          |                                                                                          |  |  |                                                                                     |                                                                                     |                                                                                     |                                                                                     |                                                                                     |                                                                                     |  |  | Відділ економічного розвитку і торгівлім. Кілія, вул. Леніна, буд. 44, каб. 13-а                                                                   |                                                                                 |                                                                                 |                                                                                 |                                                                                 |                                                                                 |
| |                                                                                          |                                                                                          |                                                                                          |                                                                                          |                                                                                          |  |  |                                                                                     |                                                                                     |                                                                                     |                                                                                     |                                                                                     |                                                                                     |  |  | |                                                                                 |                                                                                 |                                                                                 |                                                                                 |                                                                                 |
| |                                                                                          |                                                                                          |                                                                                          |                                                                                          |                                                                                          |  |  |                                                                                     |                                                                                     |                                                                                     |                                                                                     |                                                                                     |                                                                                     |  |  | |                                                                                 |                                                                                 |                                                                                 |                                                                                 |                                                                                 |
| |                                                                                          |                                                                                          |                                                                                          |                                                                                          |                                                                                          |  |  |                                                                                     |                                                                                     |                                                                                     |                                                                                     |                                                                                     |                                                                                     |  |  | Головний спеціаліст з надзвичайних ситуаційм. Кілія, вул. Леніна, буд. 44, каб. 19                                                                 |                                                                                 |                                                                                 |                                                                                 |                                                                                 |                                                                                 |
| |                                                                                          |                                                                                          |                                                                                          |                                                                                          |                                                                                          |  |  |                                                                                     |                                                                                     |                                                                                     |                                                                                     |                                                                                     |                                                                                     |  |  | |                                                                                 |                                                                                 |                                                                                 |                                                                                 |                                                                                 |
| |                                                                                          |                                                                                          |                                                                                          |                                                                                          |                                                                                          |  |  |                                                                                     |                                                                                     |                                                                                     |                                                                                     |                                                                                     |                                                                                     |  |  | |                                                                                 |                                                                                 |                                                                                 |                                                                                 |                                                                                 |
| |                                                                                          |                                                                                          |                                                                                          |                                                                                          |                                                                                          |  |  |                                                                                     |                                                                                     |                                                                                     |                                                                                     |                                                                                     |                                                                                     |  |  | Фінансове управлінням. Кілія, вул. Леніна, буд. 44, каб. 29                                                                                        |                                                                                 |                                                                                 |                                                                                 |                                                                                 |                                                                                 |
| |                                                                                          |                                                                                          |                                                                                          |                                                                                          |                                                                                          |  |  |                                                                                     |                                                                                     |                                                                                     |                                                                                     |                                                                                     |                                                                                     |  |  | |                                                                                 |                                                                                 |                                                                                 |                                                                                 |                                                                                 |

#### Структурні підрозділи зі статусом юридичної особи публічного права
У складі Кілійської районної державної адміністрації діють 4 структурні одиниці, які утворені як юридичні особи публічного права та мають самостійний баланс, рахунки в органах Казначейства, печатку і власні бланки:
- Фінансове управління Кілійської районної державної адміністрації;

| \| \| \| \| \| \| \| \| \| Бюджетний відділм. Кілія, вул. Леніна, буд. 44, каб. 29 \| \| \| \| \| \| \| \| \| \| \| \| \| \| \| \| \| \| \| \| \| \| \| \| \| \| \| \| \| \| \| \| \| \| \| \| \| Начальник та заступник начальника Фінансового управління Кілійської районної державної адміністраціїм. Кілія, вул. Леніна, буд. 44, каб. 29 \| Начальник та заступник начальника Фінансового управління Кілійської районної державної адміністраціїм. Кілія, вул. Леніна, буд. 44, каб. 29 \| Начальник та заступник начальника Фінансового управління Кілійської районної державної адміністраціїм. Кілія, вул. Леніна, буд. 44, каб. 29 \| Начальник та заступник начальника Фінансового управління Кілійської районної державної адміністраціїм. Кілія, вул. Леніна, буд. 44, каб. 29 \| Начальник та заступник начальника Фінансового управління Кілійської районної державної адміністраціїм. Кілія, вул. Леніна, буд. 44, каб. 29 \| Начальник та заступник начальника Фінансового управління Кілійської районної державної адміністраціїм. Кілія, вул. Леніна, буд. 44, каб. 29 \| \| \| Відділ планування доходів та економічного аналізу м. Кілія, вул. Леніна, буд. 44, каб. 29 \| Відділ планування доходів та економічного аналізу м. Кілія, вул. Леніна, буд. 44, каб. 29 \| Відділ планування доходів та економічного аналізу м. Кілія, вул. Леніна, буд. 44, каб. 29 \| Відділ планування доходів та економічного аналізу м. Кілія, вул. Леніна, буд. 44, каб. 29 \| Відділ планування доходів та економічного аналізу м. Кілія, вул. Леніна, буд. 44, каб. 29 \| Відділ планування доходів та економічного аналізу м. Кілія, вул. Леніна, буд. 44, каб. 29 \| \| Начальник та заступник начальника Фінансового управління Кілійської районної державної адміністраціїм. Кілія, вул. Леніна, буд. 44, каб. 29 \| Начальник та заступник начальника Фінансового управління Кілійської районної державної адміністраціїм. Кілія, вул. Леніна, буд. 44, каб. 29 \| Начальник та заступник начальника Фінансового управління Кілійської районної державної адміністраціїм. Кілія, вул. Леніна, буд. 44, каб. 29 \| Начальник та заступник начальника Фінансового управління Кілійської районної державної адміністраціїм. Кілія, вул. Леніна, буд. 44, каб. 29 \| Начальник та заступник начальника Фінансового управління Кілійської районної державної адміністраціїм. Кілія, вул. Леніна, буд. 44, каб. 29 \| Начальник та заступник начальника Фінансового управління Кілійської районної державної адміністраціїм. Кілія, вул. Леніна, буд. 44, каб. 29 \| \| \| Відділ планування доходів та економічного аналізу м. Кілія, вул. Леніна, буд. 44, каб. 29 \| Відділ планування доходів та економічного аналізу м. Кілія, вул. Леніна, буд. 44, каб. 29 \| Відділ планування доходів та економічного аналізу м. Кілія, вул. Леніна, буд. 44, каб. 29 \| Відділ планування доходів та економічного аналізу м. Кілія, вул. Леніна, буд. 44, каб. 29 \| Відділ планування доходів та економічного аналізу м. Кілія, вул. Леніна, буд. 44, каб. 29 \| Відділ планування доходів та економічного аналізу м. Кілія, вул. Леніна, буд. 44, каб. 29 \| \| \| \| \| \| \| \| \| \| \| \| \| \| \| \| \| \| \| \| \| \| \| \| \| Відділ фінансового забезпечення та бухгалтерського облікум. Кілія, вул. Леніна, буд. 44, каб. 29 \| \| \| \| \| \| \| \| \| \| \| \| \| \| \| \| \| \| \| \| \| | | | | | |  |  |                                                                                                  |                                                                                           |                                                                                           |                                                                                           |                                                                                           |                                                                                           |
| | | | | | |  |  | Бюджетний відділм. Кілія, вул. Леніна, буд. 44, каб. 29                                          |                                                                                           |                                                                                           |                                                                                           |                                                                                           |                                                                                           |
| | | | | | |  |  |                                                                                                  |                                                                                           |                                                                                           |                                                                                           |                                                                                           |                                                                                           |
| | | | | | |  |  |                                                                                                  |                                                                                           |                                                                                           |                                                                                           |                                                                                           |                                                                                           |
| Начальник та заступник начальника Фінансового управління Кілійської районної державної адміністраціїм. Кілія, вул. Леніна, буд. 44, каб. 29 | Начальник та заступник начальника Фінансового управління Кілійської районної державної адміністраціїм. Кілія, вул. Леніна, буд. 44, каб. 29 | Начальник та заступник начальника Фінансового управління Кілійської районної державної адміністраціїм. Кілія, вул. Леніна, буд. 44, каб. 29 | Начальник та заступник начальника Фінансового управління Кілійської районної державної адміністраціїм. Кілія, вул. Леніна, буд. 44, каб. 29 | Начальник та заступник начальника Фінансового управління Кілійської районної державної адміністраціїм. Кілія, вул. Леніна, буд. 44, каб. 29 | Начальник та заступник начальника Фінансового управління Кілійської районної державної адміністраціїм. Кілія, вул. Леніна, буд. 44, каб. 29 |  |  | Відділ планування доходів та економічного аналізу м. Кілія, вул. Леніна, буд. 44, каб. 29        | Відділ планування доходів та економічного аналізу м. Кілія, вул. Леніна, буд. 44, каб. 29 | Відділ планування доходів та економічного аналізу м. Кілія, вул. Леніна, буд. 44, каб. 29 | Відділ планування доходів та економічного аналізу м. Кілія, вул. Леніна, буд. 44, каб. 29 | Відділ планування доходів та економічного аналізу м. Кілія, вул. Леніна, буд. 44, каб. 29 | Відділ планування доходів та економічного аналізу м. Кілія, вул. Леніна, буд. 44, каб. 29 |
| Начальник та заступник начальника Фінансового управління Кілійської районної державної адміністраціїм. Кілія, вул. Леніна, буд. 44, каб. 29 | Начальник та заступник начальника Фінансового управління Кілійської районної державної адміністраціїм. Кілія, вул. Леніна, буд. 44, каб. 29 | Начальник та заступник начальника Фінансового управління Кілійської районної державної адміністраціїм. Кілія, вул. Леніна, буд. 44, каб. 29 | Начальник та заступник начальника Фінансового управління Кілійської районної державної адміністраціїм. Кілія, вул. Леніна, буд. 44, каб. 29 | Начальник та заступник начальника Фінансового управління Кілійської районної державної адміністраціїм. Кілія, вул. Леніна, буд. 44, каб. 29 | Начальник та заступник начальника Фінансового управління Кілійської районної державної адміністраціїм. Кілія, вул. Леніна, буд. 44, каб. 29 |  |  | Відділ планування доходів та економічного аналізу м. Кілія, вул. Леніна, буд. 44, каб. 29        | Відділ планування доходів та економічного аналізу м. Кілія, вул. Леніна, буд. 44, каб. 29 | Відділ планування доходів та економічного аналізу м. Кілія, вул. Леніна, буд. 44, каб. 29 | Відділ планування доходів та економічного аналізу м. Кілія, вул. Леніна, буд. 44, каб. 29 | Відділ планування доходів та економічного аналізу м. Кілія, вул. Леніна, буд. 44, каб. 29 | Відділ планування доходів та економічного аналізу м. Кілія, вул. Леніна, буд. 44, каб. 29 |
| | | | | | |  |  |                                                                                                  |                                                                                           |                                                                                           |                                                                                           |                                                                                           |                                                                                           |
| | | | | | |  |  | Відділ фінансового забезпечення та бухгалтерського облікум. Кілія, вул. Леніна, буд. 44, каб. 29 |                                                                                           |                                                                                           |                                                                                           |                                                                                           |                                                                                           |
| | | | | | |  |  |                                                                                                  |                                                                                           |                                                                                           |                                                                                           |                                                                                           |                                                                                           |

- Управління соціального захисту населення Кілійської районної державної адміністрації;

| \| \| \| \| \| \| \| \| \| Відділ з питань праці та соціально-трудових відносинм. Кілія, вул. Леніна, буд. 48, каб. 2 \| \| \| \| \| \| \| \| \| \| \| \| \| \| \| \| \| \| \| \| \| \| \| \| \| \| \| \| \| \| \| \| \| \| \| \| \| \| \| \| \| \| \| \| \| \| \| \| \| \| \| \| \| \| \| \| \| \| \| \| \| \| \| \| \| \| \| \| \| Відділ персоніфікованого обліку пільгових категорійм. Кілія, вул. Леніна, буд. 48, каб. 3 \| \| \| \| \| \| \| \| \| \| \| \| \| \| \| \| \| \| \| \| \| \| \| \| \| \| \| \| \| \| \| \| \| \| \| \| \| \| \| \| \| \| \| \| \| \| \| \| \| \| \| \| \| \| \| \| \| \| \| \| \| \| \| \| \| \| \| \| \| Відділу державних соціальних інспекторівм. Кілія, вул. Леніна, буд. 48, каб. 4 \| Відділу державних соціальних інспекторівм. Кілія, вул. Леніна, буд. 48, каб. 4 \| Відділу державних соціальних інспекторівм. Кілія, вул. Леніна, буд. 48, каб. 4 \| Відділу державних соціальних інспекторівм. Кілія, вул. Леніна, буд. 48, каб. 4 \| Відділу державних соціальних інспекторівм. Кілія, вул. Леніна, буд. 48, каб. 4 \| Відділу державних соціальних інспекторівм. Кілія, вул. Леніна, буд. 48, каб. 4 \| \| \| Сектор виплат допомогим. Кілія, вул. Леніна, буд. 48, каб. 5 \| Сектор виплат допомогим. Кілія, вул. Леніна, буд. 48, каб. 5 \| Сектор виплат допомогим. Кілія, вул. Леніна, буд. 48, каб. 5 \| Сектор виплат допомогим. Кілія, вул. Леніна, буд. 48, каб. 5 \| Сектор виплат допомогим. Кілія, вул. Леніна, буд. 48, каб. 5 \| Сектор виплат допомогим. Кілія, вул. Леніна, буд. 48, каб. 5 \| \| \| \| \| \| \| \| \| \| Відділу державних соціальних інспекторівм. Кілія, вул. Леніна, буд. 48, каб. 4 \| Відділу державних соціальних інспекторівм. Кілія, вул. Леніна, буд. 48, каб. 4 \| Відділу державних соціальних інспекторівм. Кілія, вул. Леніна, буд. 48, каб. 4 \| Відділу державних соціальних інспекторівм. Кілія, вул. Леніна, буд. 48, каб. 4 \| Відділу державних соціальних інспекторівм. Кілія, вул. Леніна, буд. 48, каб. 4 \| Відділу державних соціальних інспекторівм. Кілія, вул. Леніна, буд. 48, каб. 4 \| \| \| Сектор виплат допомогим. Кілія, вул. Леніна, буд. 48, каб. 5 \| Сектор виплат допомогим. Кілія, вул. Леніна, буд. 48, каб. 5 \| Сектор виплат допомогим. Кілія, вул. Леніна, буд. 48, каб. 5 \| Сектор виплат допомогим. Кілія, вул. Леніна, буд. 48, каб. 5 \| Сектор виплат допомогим. Кілія, вул. Леніна, буд. 48, каб. 5 \| Сектор виплат допомогим. Кілія, вул. Леніна, буд. 48, каб. 5 \| \| \| \| \| \| \| \| \| \| \| \| \| \| \| \| \| \| \| \| \| \| \| \| \| Начальник та заступник начальника Управління соціального захисту населення Кілійської районної державної адміністраціїм. Кілія, вул. Леніна, буд. 48, каб. 1 \| Начальник та заступник начальника Управління соціального захисту населення Кілійської районної державної адміністраціїм. Кілія, вул. Леніна, буд. 48, каб. 1 \| Начальник та заступник начальника Управління соціального захисту населення Кілійської районної державної адміністраціїм. Кілія, вул. Леніна, буд. 48, каб. 1 \| Начальник та заступник начальника Управління соціального захисту населення Кілійської районної державної адміністраціїм. Кілія, вул. Леніна, буд. 48, каб. 1 \| Начальник та заступник начальника Управління соціального захисту населення Кілійської районної державної адміністраціїм. Кілія, вул. Леніна, буд. 48, каб. 1 \| Начальник та заступник начальника Управління соціального захисту населення Кілійської районної державної адміністраціїм. Кілія, вул. Леніна, буд. 48, каб. 1 \| \| \| Відділ грошових виплат і компенсаційм. Кілія, вул. Леніна, буд. 48, каб. 5 \| Відділ грошових виплат і компенсаційм. Кілія, вул. Леніна, буд. 48, каб. 5 \| Відділ грошових виплат і компенсаційм. Кілія, вул. Леніна, буд. 48, каб. 5 \| Відділ грошових виплат і компенсаційм. Кілія, вул. Леніна, буд. 48, каб. 5 \| Відділ грошових виплат і компенсаційм. Кілія, вул. Леніна, буд. 48, каб. 5 \| Відділ грошових виплат і компенсаційм. Кілія, вул. Леніна, буд. 48, каб. 5 \| \| \| Сектор прийому громадянм. Кілія, вул. Леніна, буд. 48, каб. 5 \| Сектор прийому громадянм. Кілія, вул. Леніна, буд. 48, каб. 5 \| Сектор прийому громадянм. Кілія, вул. Леніна, буд. 48, каб. 5 \| Сектор прийому громадянм. Кілія, вул. Леніна, буд. 48, каб. 5 \| Сектор прийому громадянм. Кілія, вул. Леніна, буд. 48, каб. 5 \| Сектор прийому громадянм. Кілія, вул. Леніна, буд. 48, каб. 5 \| \| Начальник та заступник начальника Управління соціального захисту населення Кілійської районної державної адміністраціїм. Кілія, вул. Леніна, буд. 48, каб. 1 \| Начальник та заступник начальника Управління соціального захисту населення Кілійської районної державної адміністраціїм. Кілія, вул. Леніна, буд. 48, каб. 1 \| Начальник та заступник начальника Управління соціального захисту населення Кілійської районної державної адміністраціїм. Кілія, вул. Леніна, буд. 48, каб. 1 \| Начальник та заступник начальника Управління соціального захисту населення Кілійської районної державної адміністраціїм. Кілія, вул. Леніна, буд. 48, каб. 1 \| Начальник та заступник начальника Управління соціального захисту населення Кілійської районної державної адміністраціїм. Кілія, вул. Леніна, буд. 48, каб. 1 \| Начальник та заступник начальника Управління соціального захисту населення Кілійської районної державної адміністраціїм. Кілія, вул. Леніна, буд. 48, каб. 1 \| \| \| Відділ грошових виплат і компенсаційм. Кілія, вул. Леніна, буд. 48, каб. 5 \| Відділ грошових виплат і компенсаційм. Кілія, вул. Леніна, буд. 48, каб. 5 \| Відділ грошових виплат і компенсаційм. Кілія, вул. Леніна, буд. 48, каб. 5 \| Відділ грошових виплат і компенсаційм. Кілія, вул. Леніна, буд. 48, каб. 5 \| Відділ грошових виплат і компенсаційм. Кілія, вул. Леніна, буд. 48, каб. 5 \| Відділ грошових виплат і компенсаційм. Кілія, вул. Леніна, буд. 48, каб. 5 \| \| \| Сектор прийому громадянм. Кілія, вул. Леніна, буд. 48, каб. 5 \| Сектор прийому громадянм. Кілія, вул. Леніна, буд. 48, каб. 5 \| Сектор прийому громадянм. Кілія, вул. Леніна, буд. 48, каб. 5 \| Сектор прийому громадянм. Кілія, вул. Леніна, буд. 48, каб. 5 \| Сектор прийому громадянм. Кілія, вул. Леніна, буд. 48, каб. 5 \| Сектор прийому громадянм. Кілія, вул. Леніна, буд. 48, каб. 5 \| \| \| \| \| \| \| \| \| \| \| \| \| \| \| \| \| \| \| \| \| \| \| \| \| \| \| \| \| \| \| \| \| Відділ соціального обслуговування інвалідів, ветеранів війни та працім. Кілія, вул. Леніна, буд. 48, каб. 6 \| Відділ соціального обслуговування інвалідів, ветеранів війни та працім. Кілія, вул. Леніна, буд. 48, каб. 6 \| Відділ соціального обслуговування інвалідів, ветеранів війни та працім. Кілія, вул. Леніна, буд. 48, каб. 6 \| Відділ соціального обслуговування інвалідів, ветеранів війни та працім. Кілія, вул. Леніна, буд. 48, каб. 6 \| Відділ соціального обслуговування інвалідів, ветеранів війни та працім. Кілія, вул. Леніна, буд. 48, каб. 6 \| Відділ соціального обслуговування інвалідів, ветеранів війни та працім. Кілія, вул. Леніна, буд. 48, каб. 6 \| \| \| Сектор прийняття рішеньм. Кілія, вул. Леніна, буд. 48, каб. 5 \| Сектор прийняття рішеньм. Кілія, вул. Леніна, буд. 48, каб. 5 \| Сектор прийняття рішеньм. Кілія, вул. Леніна, буд. 48, каб. 5 \| Сектор прийняття рішеньм. Кілія, вул. Леніна, буд. 48, каб. 5 \| Сектор прийняття рішеньм. Кілія, вул. Леніна, буд. 48, каб. 5 \| Сектор прийняття рішеньм. Кілія, вул. Леніна, буд. 48, каб. 5 \| \| \| \| \| \| \| \| \| \| Відділ соціального обслуговування інвалідів, ветеранів війни та працім. Кілія, вул. Леніна, буд. 48, каб. 6 \| Відділ соціального обслуговування інвалідів, ветеранів війни та працім. Кілія, вул. Леніна, буд. 48, каб. 6 \| Відділ соціального обслуговування інвалідів, ветеранів війни та працім. Кілія, вул. Леніна, буд. 48, каб. 6 \| Відділ соціального обслуговування інвалідів, ветеранів війни та працім. Кілія, вул. Леніна, буд. 48, каб. 6 \| Відділ соціального обслуговування інвалідів, ветеранів війни та працім. Кілія, вул. Леніна, буд. 48, каб. 6 \| Відділ соціального обслуговування інвалідів, ветеранів війни та працім. Кілія, вул. Леніна, буд. 48, каб. 6 \| \| \| Сектор прийняття рішеньм. Кілія, вул. Леніна, буд. 48, каб. 5 \| Сектор прийняття рішеньм. Кілія, вул. Леніна, буд. 48, каб. 5 \| Сектор прийняття рішеньм. Кілія, вул. Леніна, буд. 48, каб. 5 \| Сектор прийняття рішеньм. Кілія, вул. Леніна, буд. 48, каб. 5 \| Сектор прийняття рішеньм. Кілія, вул. Леніна, буд. 48, каб. 5 \| Сектор прийняття рішеньм. Кілія, вул. Леніна, буд. 48, каб. 5 \| \| \| \| \| \| \| \| \| \| \| \| \| \| \| \| \| \| \| \| \| \| \| \| \| \| \| \| \| \| \| \| \| Відділ бухгалтерського облікум. Кілія, вул. Леніна, буд. 48, каб. 7 \| \| \| \| \| \| \| \| \| \| \| \| \| \| \| \| \| \| \| \| \| \| \| \| \| \| \| \| \| \| \| \| \| \| \| \| \| \| \| \| \| \| \| \| \| \| \| \| \| \| \| \| \| \| \| \| \| \| \| \| \| \| \| \| \| \| \| \| \| Відділ комп’ютерного забезпеченням. Кілія, вул. Леніна, буд. 48, каб. 8 \| \| \| \| \| \| \| \| \| \| \| \| \| \| \| \| \| \| \| \| \| \| \| \| \| \| \| \| \| \| \| \| \| \| \| \| \| | | | | | |  |  | | | | | | |  |  |                                                               |                                                               |                                                               |                                                               |                                                               |                                                               |
| | | | | | |  |  | Відділ з питань праці та соціально-трудових відносинм. Кілія, вул. Леніна, буд. 48, каб. 2                  | | | | | |  |  |                                                               |                                                               |                                                               |                                                               |                                                               |                                                               |
| | | | | | |  |  | | | | | | |  |  |                                                               |                                                               |                                                               |                                                               |                                                               |                                                               |
| | | | | | |  |  | | | | | | |  |  |                                                               |                                                               |                                                               |                                                               |                                                               |                                                               |
| | | | | | |  |  | Відділ персоніфікованого обліку пільгових категорійм. Кілія, вул. Леніна, буд. 48, каб. 3                   | | | | | |  |  |                                                               |                                                               |                                                               |                                                               |                                                               |                                                               |
| | | | | | |  |  | | | | | | |  |  |                                                               |                                                               |                                                               |                                                               |                                                               |                                                               |
| | | | | | |  |  | | | | | | |  |  |                                                               |                                                               |                                                               |                                                               |                                                               |                                                               |
| | | | | | |  |  | Відділу державних соціальних інспекторівм. Кілія, вул. Леніна, буд. 48, каб. 4                              | Відділу державних соціальних інспекторівм. Кілія, вул. Леніна, буд. 48, каб. 4                              | Відділу державних соціальних інспекторівм. Кілія, вул. Леніна, буд. 48, каб. 4                              | Відділу державних соціальних інспекторівм. Кілія, вул. Леніна, буд. 48, каб. 4                              | Відділу державних соціальних інспекторівм. Кілія, вул. Леніна, буд. 48, каб. 4                              | Відділу державних соціальних інспекторівм. Кілія, вул. Леніна, буд. 48, каб. 4                              |  |  | Сектор виплат допомогим. Кілія, вул. Леніна, буд. 48, каб. 5  | Сектор виплат допомогим. Кілія, вул. Леніна, буд. 48, каб. 5  | Сектор виплат допомогим. Кілія, вул. Леніна, буд. 48, каб. 5  | Сектор виплат допомогим. Кілія, вул. Леніна, буд. 48, каб. 5  | Сектор виплат допомогим. Кілія, вул. Леніна, буд. 48, каб. 5  | Сектор виплат допомогим. Кілія, вул. Леніна, буд. 48, каб. 5  |
| | | | | | |  |  | Відділу державних соціальних інспекторівм. Кілія, вул. Леніна, буд. 48, каб. 4                              | Відділу державних соціальних інспекторівм. Кілія, вул. Леніна, буд. 48, каб. 4                              | Відділу державних соціальних інспекторівм. Кілія, вул. Леніна, буд. 48, каб. 4                              | Відділу державних соціальних інспекторівм. Кілія, вул. Леніна, буд. 48, каб. 4                              | Відділу державних соціальних інспекторівм. Кілія, вул. Леніна, буд. 48, каб. 4                              | Відділу державних соціальних інспекторівм. Кілія, вул. Леніна, буд. 48, каб. 4                              |  |  | Сектор виплат допомогим. Кілія, вул. Леніна, буд. 48, каб. 5  | Сектор виплат допомогим. Кілія, вул. Леніна, буд. 48, каб. 5  | Сектор виплат допомогим. Кілія, вул. Леніна, буд. 48, каб. 5  | Сектор виплат допомогим. Кілія, вул. Леніна, буд. 48, каб. 5  | Сектор виплат допомогим. Кілія, вул. Леніна, буд. 48, каб. 5  | Сектор виплат допомогим. Кілія, вул. Леніна, буд. 48, каб. 5  |
| | | | | | |  |  | | | | | | |  |  |                                                               |                                                               |                                                               |                                                               |                                                               |                                                               |
| Начальник та заступник начальника Управління соціального захисту населення Кілійської районної державної адміністраціїм. Кілія, вул. Леніна, буд. 48, каб. 1 | Начальник та заступник начальника Управління соціального захисту населення Кілійської районної державної адміністраціїм. Кілія, вул. Леніна, буд. 48, каб. 1 | Начальник та заступник начальника Управління соціального захисту населення Кілійської районної державної адміністраціїм. Кілія, вул. Леніна, буд. 48, каб. 1 | Начальник та заступник начальника Управління соціального захисту населення Кілійської районної державної адміністраціїм. Кілія, вул. Леніна, буд. 48, каб. 1 | Начальник та заступник начальника Управління соціального захисту населення Кілійської районної державної адміністраціїм. Кілія, вул. Леніна, буд. 48, каб. 1 | Начальник та заступник начальника Управління соціального захисту населення Кілійської районної державної адміністраціїм. Кілія, вул. Леніна, буд. 48, каб. 1 |  |  | Відділ грошових виплат і компенсаційм. Кілія, вул. Леніна, буд. 48, каб. 5                                  | Відділ грошових виплат і компенсаційм. Кілія, вул. Леніна, буд. 48, каб. 5                                  | Відділ грошових виплат і компенсаційм. Кілія, вул. Леніна, буд. 48, каб. 5                                  | Відділ грошових виплат і компенсаційм. Кілія, вул. Леніна, буд. 48, каб. 5                                  | Відділ грошових виплат і компенсаційм. Кілія, вул. Леніна, буд. 48, каб. 5                                  | Відділ грошових виплат і компенсаційм. Кілія, вул. Леніна, буд. 48, каб. 5                                  |  |  | Сектор прийому громадянм. Кілія, вул. Леніна, буд. 48, каб. 5 | Сектор прийому громадянм. Кілія, вул. Леніна, буд. 48, каб. 5 | Сектор прийому громадянм. Кілія, вул. Леніна, буд. 48, каб. 5 | Сектор прийому громадянм. Кілія, вул. Леніна, буд. 48, каб. 5 | Сектор прийому громадянм. Кілія, вул. Леніна, буд. 48, каб. 5 | Сектор прийому громадянм. Кілія, вул. Леніна, буд. 48, каб. 5 |
| Начальник та заступник начальника Управління соціального захисту населення Кілійської районної державної адміністраціїм. Кілія, вул. Леніна, буд. 48, каб. 1 | Начальник та заступник начальника Управління соціального захисту населення Кілійської районної державної адміністраціїм. Кілія, вул. Леніна, буд. 48, каб. 1 | Начальник та заступник начальника Управління соціального захисту населення Кілійської районної державної адміністраціїм. Кілія, вул. Леніна, буд. 48, каб. 1 | Начальник та заступник начальника Управління соціального захисту населення Кілійської районної державної адміністраціїм. Кілія, вул. Леніна, буд. 48, каб. 1 | Начальник та заступник начальника Управління соціального захисту населення Кілійської районної державної адміністраціїм. Кілія, вул. Леніна, буд. 48, каб. 1 | Начальник та заступник начальника Управління соціального захисту населення Кілійської районної державної адміністраціїм. Кілія, вул. Леніна, буд. 48, каб. 1 |  |  | Відділ грошових виплат і компенсаційм. Кілія, вул. Леніна, буд. 48, каб. 5                                  | Відділ грошових виплат і компенсаційм. Кілія, вул. Леніна, буд. 48, каб. 5                                  | Відділ грошових виплат і компенсаційм. Кілія, вул. Леніна, буд. 48, каб. 5                                  | Відділ грошових виплат і компенсаційм. Кілія, вул. Леніна, буд. 48, каб. 5                                  | Відділ грошових виплат і компенсаційм. Кілія, вул. Леніна, буд. 48, каб. 5                                  | Відділ грошових виплат і компенсаційм. Кілія, вул. Леніна, буд. 48, каб. 5                                  |  |  | Сектор прийому громадянм. Кілія, вул. Леніна, буд. 48, каб. 5 | Сектор прийому громадянм. Кілія, вул. Леніна, буд. 48, каб. 5 | Сектор прийому громадянм. Кілія, вул. Леніна, буд. 48, каб. 5 | Сектор прийому громадянм. Кілія, вул. Леніна, буд. 48, каб. 5 | Сектор прийому громадянм. Кілія, вул. Леніна, буд. 48, каб. 5 | Сектор прийому громадянм. Кілія, вул. Леніна, буд. 48, каб. 5 |
| | | | | | |  |  | | | | | | |  |  |                                                               |                                                               |                                                               |                                                               |                                                               |                                                               |
| | | | | | |  |  | Відділ соціального обслуговування інвалідів, ветеранів війни та працім. Кілія, вул. Леніна, буд. 48, каб. 6 | Відділ соціального обслуговування інвалідів, ветеранів війни та працім. Кілія, вул. Леніна, буд. 48, каб. 6 | Відділ соціального обслуговування інвалідів, ветеранів війни та працім. Кілія, вул. Леніна, буд. 48, каб. 6 | Відділ соціального обслуговування інвалідів, ветеранів війни та працім. Кілія, вул. Леніна, буд. 48, каб. 6 | Відділ соціального обслуговування інвалідів, ветеранів війни та працім. Кілія, вул. Леніна, буд. 48, каб. 6 | Відділ соціального обслуговування інвалідів, ветеранів війни та працім. Кілія, вул. Леніна, буд. 48, каб. 6 |  |  | Сектор прийняття рішеньм. Кілія, вул. Леніна, буд. 48, каб. 5 | Сектор прийняття рішеньм. Кілія, вул. Леніна, буд. 48, каб. 5 | Сектор прийняття рішеньм. Кілія, вул. Леніна, буд. 48, каб. 5 | Сектор прийняття рішеньм. Кілія, вул. Леніна, буд. 48, каб. 5 | Сектор прийняття рішеньм. Кілія, вул. Леніна, буд. 48, каб. 5 | Сектор прийняття рішеньм. Кілія, вул. Леніна, буд. 48, каб. 5 |
| | | | | | |  |  | Відділ соціального обслуговування інвалідів, ветеранів війни та працім. Кілія, вул. Леніна, буд. 48, каб. 6 | Відділ соціального обслуговування інвалідів, ветеранів війни та працім. Кілія, вул. Леніна, буд. 48, каб. 6 | Відділ соціального обслуговування інвалідів, ветеранів війни та працім. Кілія, вул. Леніна, буд. 48, каб. 6 | Відділ соціального обслуговування інвалідів, ветеранів війни та працім. Кілія, вул. Леніна, буд. 48, каб. 6 | Відділ соціального обслуговування інвалідів, ветеранів війни та працім. Кілія, вул. Леніна, буд. 48, каб. 6 | Відділ соціального обслуговування інвалідів, ветеранів війни та працім. Кілія, вул. Леніна, буд. 48, каб. 6 |  |  | Сектор прийняття рішеньм. Кілія, вул. Леніна, буд. 48, каб. 5 | Сектор прийняття рішеньм. Кілія, вул. Леніна, буд. 48, каб. 5 | Сектор прийняття рішеньм. Кілія, вул. Леніна, буд. 48, каб. 5 | Сектор прийняття рішеньм. Кілія, вул. Леніна, буд. 48, каб. 5 | Сектор прийняття рішеньм. Кілія, вул. Леніна, буд. 48, каб. 5 | Сектор прийняття рішеньм. Кілія, вул. Леніна, буд. 48, каб. 5 |
| | | | | | |  |  | | | | | | |  |  |                                                               |                                                               |                                                               |                                                               |                                                               |                                                               |
| | | | | | |  |  | Відділ бухгалтерського облікум. Кілія, вул. Леніна, буд. 48, каб. 7                                         | | | | | |  |  |                                                               |                                                               |                                                               |                                                               |                                                               |                                                               |
| | | | | | |  |  | | | | | | |  |  |                                                               |                                                               |                                                               |                                                               |                                                               |                                                               |
| | | | | | |  |  | | | | | | |  |  |                                                               |                                                               |                                                               |                                                               |                                                               |                                                               |
| | | | | | |  |  | Відділ комп’ютерного забезпеченням. Кілія, вул. Леніна, буд. 48, каб. 8                                     | | | | | |  |  |                                                               |                                                               |                                                               |                                                               |                                                               |                                                               |
| | | | | | |  |  | | | | | | |  |  |                                                               |                                                               |                                                               |                                                               |                                                               |                                                               |

- Відділ освіти Кілійської районної державної адміністрації;

| \| Керівник та заступник керівника Відділу освіти Кілійської районної державної адміністраціїм. Кілія, вул. Леніна, буд. 45, каб. 1 \| |
| Керівник та заступник керівника Відділу освіти Кілійської районної державної адміністраціїм. Кілія, вул. Леніна, буд. 45, каб. 1       |

- Архівний відділ Кілійської районної державної адміністрації.

## Підвідомча територія
Влада Кілійської районної державної адміністрації поширюється в межах території Кілійського району, яка на сьогодні займає площу в 135 869,5 гектара та включає 20 населених пунктів (2 міста, 16 сіл і 2 селища), організованих в 2 міські та 13 сільських ради.
Формування території Кілійського району відбувалося протягом 32 років та перш ніж досягти сучасних меж, здійснювалося в кілька етапів:
- 4 січня 1965 року відновлений Кілійський район як адміністративний одиниця Одеської області (з центром в м. Кілії) в складі мм. Кілія та Вилкове Кілійської міськради; Василівської, Десантнівської, Дмитрівської, Лісківської, Мирнівської, Приморської, Трудової, Фурманівської, Червоноярської та Шевченківської сільрад Ізмаїльського району; Нерушайської, Струмківської та Холмської сільрад Татарбунарського району.[15]
- 5 лютого 1965 року до складу Кілійського району передана Новоселівська сільська рада Ізмаїльського району.[16]
- Від'єднання Нерушайської, Струмківської та Холмської сільрад.
- 17 січня 2002 року до Кілійського району включений острів Зміїний площею 20,5 гектара.[17]
- 8 лютого 2007 року визнано утворене на території острова Зміїного селище Біле Вилківської міської ради.[18]

## Місцезнаходження органу
Органи Кілійської районної державної адміністрації розміщуються в районному центрі Кілійського району — місті Кілії, в комплексі адміністративних споруд, розташованих, головним чином, в центральній частині міста.
Головний адміністративний корпус райдержадміністрації, під неофіційною назвою «Білий дім», розміщує в собі більшу частину підрозділів РДА та знаходиться на головній вулиці міста — Леніна, поряд з будинком Кілійської міської ради і входить до числа будівель, що разом утворюють Кілійську міську площу.

## Консультативно-дорадчі органи
З метою сприяння здійсненню Кілійською районною державною адміністрацією власних повноважень, головою райдержадміністрації утворюються консультативні, дорадчі та інші допоміжні органи, служби та комісії, члени яких виконують свої функції на громадських засадах, а також визначається їх завдання, функції та персональний склад.
Станом на 1 січня 2014 при Кілійській районній державній адміністрації створені та діють консультативно-дорадчі органи, зокрема:
- Рада підприємців;
- Координаційна рада з питань розвитку малого та середнього підприємництва.

## Особистості
- Поджаров Іван Іванович — державний діяч, Народний депутат України 1-го скликання від 311 округу